# Leandro Genaro
Leandro Andrade Genaro Oliveira (Contagem, 3 de julho de 1981) é um político e pastor evangélico brasileiro filiado ao Partido Social Democrático (PSD). É deputado estadual em Minas Gerais.

## Vida
Leandro Genaro se candidatou pela primeira vez para a Assembleia Legislativa de Minas Gerais em 2010, pelo Partido Social Cristão (PSC), porém não sendo eleito, e permanecendo como suplente. Em 2014 candidatou-se novamente, sendo eleito para a 18ª legislatura (2015-2019), assumindo o mandado em fevereiro de 2015, pelo Partido Socialista Brasileiro (PSB), com 127.868 votos. No curso do mandado filiou-se ao PSD, em março de 2016. Foi vice-presidente da Comissão Extraordinária das Águas e da Comissão de Direitos Humanos. Também integrou como membro efetivo a Comissão de Prevenção e Combate ao uso de Crack e outras Drogas, dentre outras comissões. Entre comendas recebidas estão: Medalha da Inconfidência, pelo Governador de Minas Gerais, em 2011; Grande Colar do Mérito Legislativo Municipal, conferido pela Câmara Municipal de Belo Horizonte, em 2016; entre outras honrarias.
Leandro é pastor da Igreja do Evangelho Quadrangular. Exerce pela mesma os cargos de Coordenador Metropolitano da região de Contagem e de Superintendente. Também é pastor da Igreja Quadrangular do bairro Cidade Nova, em Belo Horizonte. Apresenta o programa “À Luz da Palavra”, pela Rádio 107 FM. Leandro é filho do ex-deputado estadual e também pastor evangélico Antônio Genaro.